# ميريديث ستار
رولاند ميريديث ستار (ولد هربرت كلوس؛ 29 ديسمبر 1890 - 13 ديسمبر 1971) هو من الشعراء والشخصيات البريطانية. له الفضل في إدخال مهير بابا إلى الغرب.

## حياته
ولد ستار في بريستبوري هاوس، هامبتون، في ريتشموند في مقاطعة ميدلسكس، الإنكليزية لأبويين ثريين من أصحاب الأراضي هما وليم بروكس كلوس وماري بايكر بروكس كلوس. عندما كان عمر ستار سنة واحدة انفصل والديه وأقام مع والدته. تلقى تعليمه في كلية وينشستر في هامبشاير. كان «ستار» طبيباً نفسياً، وطبيبياً، وخبيراً، وكاتباً تحريرياً. كما كان اللاعب الرئيسي في جلب مهير بابا إلى الغرب لأول مرة في بداية الثلاثينات، على الرغم من أنه هو نفسه لم يعد من متابعيه لفترة طويلة.
في أوائل القرن العشرين، كتب ستار لمجلة «ذا أوكلت ريفيو» ، وهي مجلة شهرية مصورة تنشر مقالات ومراسلات للعديد من السحرة البارزين في ذلك الزمان بما فيهم آليستر كراولي، وأرثر أدوارد وايت، وويلمهورست، وفرانز هارتمن، وفلورنس فار، وهيربيرت ستانلي ريدغروف. وهناك دلائل تشير إلى أنه قام بتغير اسمه إلى ميريديث ستار في العشرين من عمره بسبب عمله كمراجع ومساهم في ذا أوكلت ريفيو. كما كتب لمنشور ذا إكوينوكس التي كان ينشرها كرولي.
التقى ميريديث ستار الغورو الهندي ميهير بابا في توكا، الهند في 30 يونيو 1928. في عام 1931 أنشأ ستار مركزًا للاستراحة في إيست شالاكومب، حيث دعا ميهير بابا إلى القدوم حيث تعرف على أكثر الغربيين الذين أصبحوا من أتباع مهير بابا الدائمين والأتين من أوروبا والولايات المتحدة. اشتهر ميريديث بفقدانه لروح الفكاهة وكان لديه مواقف خاصة وصارمة في السلوك الروحي الصحيح، وبالتالي فرض قوانين قوية من السلوك التأملي والتي أزعجت مهير بابا نفسه. ومع ذلك، يُعتبر أنه لعب دورًا محوريًا في إدخال مهير بابا إلى العالم الغربي.
في ديسمبر 1932، ازداد غضب ستار تجاه مهير بابا وكتب له: «أعطني 400 جنيه التي تدين لي بها أو أعطني الاستنارة؛ وإلا، سأتركك وأفضحك كمحتال!» ثم ترك ميهار بابا. وكان المال الذي أشار إليه هو المال الذي صرفه في استضافة ميهار بابا في معتكفه في ديفون. أغلق ستار معتكف ديفون وباع العقار بعد سنة ونصف. نظم في وقت لاحق دورات «العلاج الطبيعي والاسترخاء العلمي» في قاعة فروغمور، هيرتس.
تزوج لأول مرة في أذار/مارس عام 1917 من ماري غراي، ابنة إيرل ستامفورد الثامن، وانجب منها ولدين. تم انفصالهما في 10 أبريل 1930، لاعترافه بإقامة علاقة زنى مدتها أربع سنوات مع مارغريت روس. ودفن في مقبرة كيركلي، سوفولك.

## روابط خارجية
- 1932 Newsreel of Meredith Starr with Meher Baba على يوتيوب
- ميريديث ستار في حياة وسفريات ميهير بابا